# Gonadotrofina

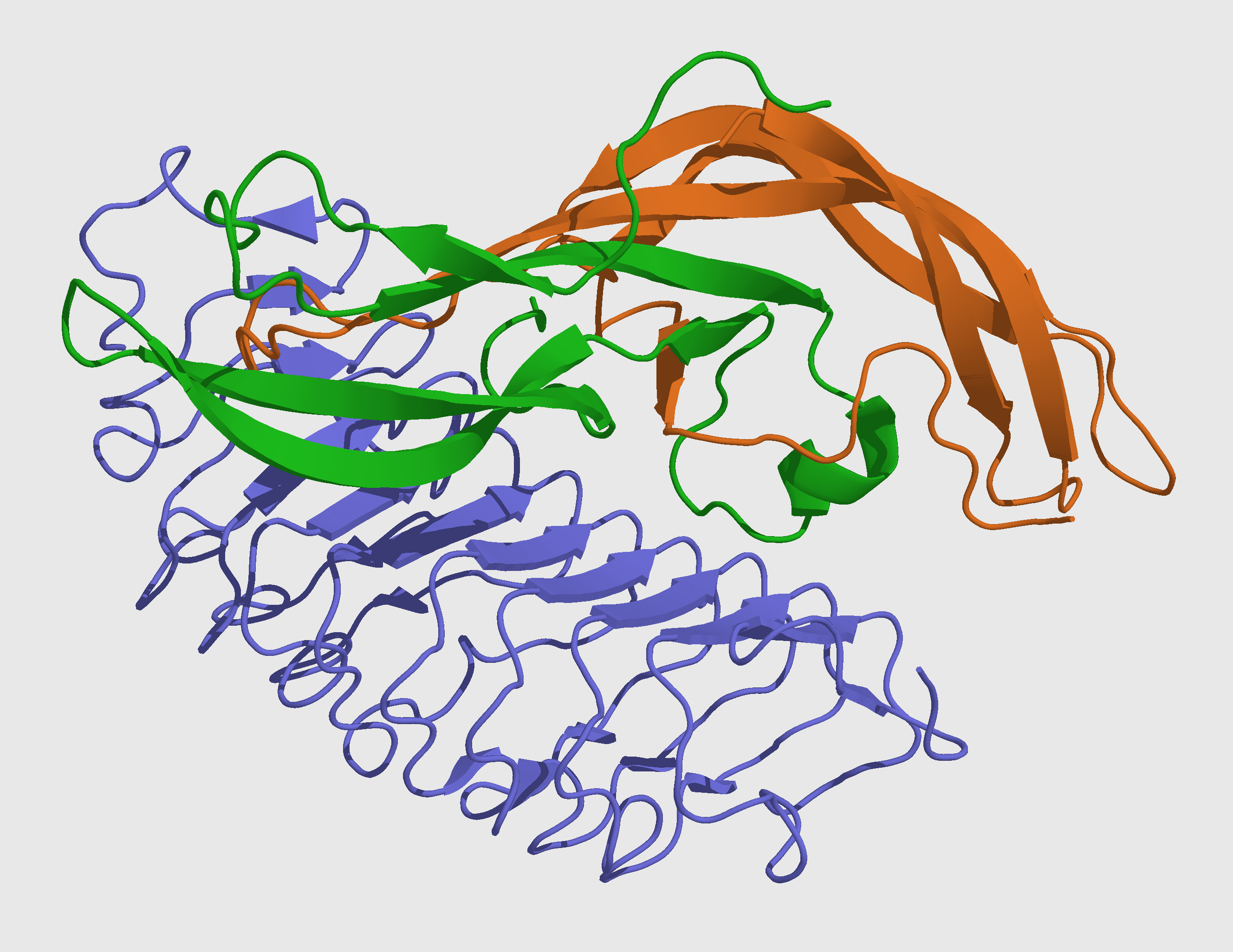
Estrutura da gonadotrofina FSH (α-FSH, verde e β-FSH, laranja) junto com o receptor (azul).

Gonadotrofinas ou gonadotropinas são hormônios protéicos secretados pelas células gonadotróficas da glândula pituitária de vertebrados.

## Tipos
Os dois principais tipos de gonadotrofinas são o hormônio luteinizante (LH) e o hormônio estimulador do folículo (FSH). Ambos hormônios são formados por duas cadeias de peptídeos, uma cadeia alfa e uma cadeia beta, ligadas por ligações de hidrogênio e pelas forças de Van der Waals. O LH e o FSH compartilham aproximadamente cadeias alfa idênticas, enquanto a cadeia beta fornece especificidade para interações com o receptor.
Uma terceira gonadotrofina humana é a gonadotrofina coriônica humana (hCG), produzida pela placenta durante a gravidez.